# Trevor Ward-Davies
Trevor Leonard Ward-Davies, pseudonim Dozy (ur. 27 listopada 1944 w Enford, zm. 13 stycznia 2015 w Devizes) – brytyjski basista.

## Życiorys
W 1961 wraz z czwórką przyjaciół założył grupę muzyczną Dave Dee and the Bostons. W 1964 zespół przemianowano na Dave Dee, Dozy, Beaky, Mick & Tich. W latach 1965–1969 grupa zyskała większą popularność od The Beatles. Zespół rozwiązał się w 1972, kilkukrotnie wznawiając w późniejszym okresie swoją działalność.